# Déséquilibre électrolytique
 Mise en garde médicale
Un déséquilibre électrolytique est une anomalie de la concentration des électrolytes dans le corps. Les électrolytes jouent un rôle vital dans le maintien de l'homéostasie. Ils aident à réguler la fonction cardiaque et neurologique, l'équilibre hydrique, l'apport d'oxygène, l'équilibre acido-basique et bien plus encore. Les déséquilibres électrolytiques peuvent se développer en consommant ou en excrétant trop peu ou trop d'électrolyte.
Des exemples d'électrolytes comprennent le calcium, le chlorure, le magnésium, le phosphate, le potassium et le sodium.
Les perturbations électrolytiques sont impliquées dans de nombreux processus pathologiques et constituent une partie importante de la prise en charge des patients en médecine,. Les causes, la gravité, le traitement et les conséquences de ces troubles peuvent différer considérablement en fonction de l'électrolyte impliqué. Les perturbations électrolytiques les plus graves impliquent des anomalies des taux de sodium, de potassium ou de calcium. D'autres déséquilibres électrolytiques sont moins courants et surviennent souvent en conjonction avec des changements électrolytiques majeurs. Le rein est l'organe le plus important pour maintenir un équilibre hydrique et électrolytique approprié, mais d'autres facteurs tels que les changements hormonaux et le stress physiologique jouent un rôle.

## Aperçu

### Anions et cations
Les ions calcium, magnésium, potassium et sodium sont des cations (+), tandis que les ions chlorure et phosphate sont des anions (-).

### Causes
L'abus chronique de laxatifs ou une diarrhée ou des vomissements sévères peuvent entraîner une déshydratation et un déséquilibre électrolytique.[réf. nécessaire]

#### Malnutrition
Les personnes souffrant de malnutrition courent un risque particulièrement élevé de déséquilibre électrolytique. Les déséquilibres électrolytiques sévères doivent être traités avec soin car il existe des risques de surcorrection trop rapide, ce qui peut entraîner des arythmies, une hernie cérébrale ou un syndrome de réalimentation selon la cause du déséquilibre,,.

### Fonction générale
Les électrolytes sont importants car ce sont eux que les cellules (en particulier les cellules nerveuses, cardiaques et musculaires) utilisent pour maintenir la tension à travers leurs membranes cellulaires. Les électrolytes ont différentes fonctions, dont une importante est de transporter les impulsions électriques entre les cellules.[réf. nécessaire] Les reins travaillent pour maintenir les concentrations d'électrolytes dans le sang constantes malgré les changements dans le corps,. Par exemple, lors d'exercices intenses, des électrolytes sont perdus dans la sueur, notamment sous forme de sodium et de potassium. Les reins peuvent également générer de l'urine diluée pour équilibrer les niveaux de sodium. Ces électrolytes doivent être remplacés pour maintenir les concentrations d'électrolytes des fluides corporels constantes. L'hyponatrémie, ou faible teneur en sodium, est le type de déséquilibre électrolytique le plus fréquemment observé,.
Le traitement du déséquilibre électrolytique dépend de l'électrolyte spécifique impliqué et du type de déséquilibre : niveaux trop élevés ou trop bas. Le niveau d'agressivité du traitement et le choix du traitement peuvent changer en fonction de la sévérité de la perturbation. Si les niveaux d'un électrolyte sont trop bas, une réponse courante au déséquilibre électrolytique peut être de prescrire une supplémentation. Cependant, si l'électrolyte impliqué est le sodium, le problème est souvent un excès d'eau plutôt qu'une carence en sodium. La supplémentation pour ces personnes peut corriger le déséquilibre électrolytique mais au détriment de la surcharge volumique. Pour les nouveau-nés, cela comporte de sérieux risques. Parce que chaque électrolyte individuel affecte différemment la fonction physiologique, ils doivent être considérés séparément lors de la prise en charge[réf. nécessaire].

## Calcium
Le calcium est l'électrolyte le plus abondant dans le corps et un grand pourcentage de celui-ci est utilisé pour former les os. Il est principalement absorbé et excrété par le système gastro-intestinal. La majorité du calcium réside extracellulairement, et il est également crucial pour la fonction des neurones, des cellules musculaires, la fonction des enzymes et la coagulation. La plage normale de concentration de calcium dans le corps est de 8,5 à 10,5 mg/dl. La glande parathyroïde est responsable de la détection des changements de concentration en calcium et de la régulation de l'électrolyte avec l'hormone parathyroïdienne.

### Hypercalcémie
L'hypercalcémie se décrit lorsque la concentration de calcium dans le sang est trop élevée. Cela correspond à une concentration au-dessus de 10,5 mg/dl.

#### Causes
Les causes les plus fréquentes d'hypercalcémie sont certains types de cancer, l'hyperparathyroïdie, l'hyperthyroïdie, le phéochromocytome, l'ingestion excessive de vitamine D, la sarcoïdose et la tuberculose. L'hyperparathyroïdie et la présence d'un cancer sont les causes prédominantes. L'hypercalcémie peut également être causée par une dégradation des cellules musculaires, une immobilisation prolongée, une déshydratation.

#### Symptômes
Les principaux symptômes de l'hypercalcémie sont les douleurs abdominales, la constipation, les calculs rénaux, une soif extrême, une miction excessive, des nausées et des vomissements,. Dans les cas graves où la concentration de calcium est supérieure à 14 mg/dL, les individus peuvent éprouver de la confusion, un état mental altéré, le coma et des convulsions,.

#### Traitement
Le traitement primaire de l'hypercalcémie consiste à administrer des liquides IV. Si l'hypercalcémie est sévère et/ou associée à un cancer, elle peut être traitée avec des bisphosphonates,. Pour les cas les plus graves, l'hémodialyse peut être envisagée pour éliminer rapidement le calcium du sang,.

### Hypocalcémie
L'hypocalcémie décrit un taux de calcium trop bas dans le sang, généralement inférieur à 8,5. mg/dL[réf. nécessaire].

#### Causes
L'hypoparathyroïdie et la carence en vitamine D sont des causes fréquentes d'hypocalcémie. Elle peut également être causée par la malnutrition, une transfusion sanguine, une intoxication à l'éthylène glycol et une pancréatite.

#### Symptômes
Les symptômes neurologiques et cardiovasculaires sont les manifestations les plus courantes de l'hypocalcémie,. Les patients peuvent ressentir des crampes ou des contractions musculaires ainsi qu'un engourdissement autour de la bouche et des doigts. Ils peuvent également avoir un essoufflement, une pression artérielle basse et des arythmies cardiaques.

#### Traitement
Les patients souffrant d'hypocalcémie peuvent être traités avec du calcium par voie orale ou IV. En règle générale, le calcium IV est réservé aux patients souffrant d'hypocalcémie sévère,. Il est également important de vérifier les niveaux de magnésium chez les patients souffrant d'hypocalcémie et de suppléer le magnésium s'il est bas.

## Chlorure
Le chlorure, après le sodium, est le deuxième électrolyte le plus abondant dans le sang et le plus abondant dans le liquide extracellulaire. La majeure partie du chlorure dans le corps provient du sel (NaCl) de l'alimentation. Le chlorure fait partie de l'acide gastrique (HCl), qui joue un rôle dans l'absorption des électrolytes, l'activation des enzymes et la destruction des bactéries. Les niveaux de chlorure dans le sang peuvent aider à déterminer s'il existe des troubles métaboliques sous-jacents. Généralement, le chlorure a une relation inverse avec le bicarbonate, un électrolyte qui indique l'état acido-basique. Dans l'ensemble, le traitement des déséquilibres en chlorure implique de s'attaquer à la cause sous-jacente plutôt que de compléter ou d'éviter le chlorure[réf. nécessaire].

### Hyperchlorémie

#### Causes
L'hyperchlorémie, ou taux élevés de chlorure, est généralement associée à une consommation excessive de chlorure (p. ex., noyade dans l'eau salée), à une perte de liquide (p. ex., diarrhée, transpiration) et à une acidose métabolique.

#### Symptômes
Les patients sont généralement asymptomatiques avec une légère hyperchlorémie. Les symptômes associés à l'hyperchlorémie sont généralement causés par la cause sous-jacente de ce déséquilibre électrolytique.

#### Traitement
Traiter la cause sous-jacente, qui comprend généralement l'augmentation de l'apport hydrique.

### Hypochlorémie

#### Causes
L'hypochlorémie, ou de faibles taux de chlorure, est souvent associée à des pertes gastro-intestinales (p. ex., vomissements) et rénales (p. ex., diurétiques). Une plus grande consommation d'eau ou de sodium par rapport au chlorure peut également contribuer à l'hypochlorémie.

#### Symptômes
Les patients sont généralement asymptomatiques avec une légère hypochlorémie. Les symptômes associés à l'hypochlorémie sont généralement causés par la cause sous-jacente de ce déséquilibre électrolytique.

#### Traitement
Traiter la cause sous-jacente, qui comprend généralement l'augmentation de l'apport hydrique.

## Magnésium
Le magnésium se trouve principalement dans les os et dans les cellules. Environ 1 % du magnésium total présent dans l'organisme se trouve dans le sang. Le magnésium est important dans le contrôle du métabolisme et est impliqué dans de nombreuses réactions enzymatiques. Une plage normale est de 0,70 à 1,10 mmol/L. Le rein est responsable du maintien des niveaux de magnésium dans cette plage étroite.

### Hypermagnésémie
L'hypermagnésémie, ou taux anormalement élevés de magnésium dans le sang, est relativement rare chez les personnes dont la fonction rénale est normale. Celle-ci est définie par une concentration en magnésium >2,5 mg/dl.

#### Causes
L'hypermagnésémie survient généralement chez les personnes ayant une fonction rénale anormale. Ce déséquilibre peut également se produire avec l'utilisation d'antiacides ou de laxatifs contenant du magnésium. La plupart des cas d'hypermagnésémie peuvent être évités en évitant les médicaments contenant du magnésium.[réf. nécessaire]

#### Symptômes
Les symptômes bénins comprennent des nausées, des bouffées vasomotrices, de la fatigue. Les symptômes neurologiques sont observés le plus souvent, notamment une diminution des réflexes tendineux profonds. Les symptômes graves comprennent la paralysie, l'insuffisance respiratoire et la bradycardie évoluant vers un arrêt cardiaque.[réf. nécessaire]

#### Traitement
Si la fonction rénale est normale, l'arrêt de la source d'apport en magnésium est suffisant. Les diurétiques peuvent aider à augmenter l'excrétion de magnésium dans l'urine. Les symptômes graves peuvent être traités par dialyse pour éliminer directement le magnésium du sang.[réf. nécessaire]

### Hypomagnésémie
Une hypomagnésémie, ou un faible taux de magnésium dans le sang, peut survenir chez jusqu'à 12 % des patients hospitalisés. Les symptômes ou les effets de l'hypomagnésémie peuvent survenir après des déficits relativement faibles.

#### Causes
Les principales causes d'hypomagnésémie sont les pertes gastro-intestinales telles que les vomissements et la diarrhée. Une autre cause majeure est les pertes rénales dues aux diurétiques, à la consommation d'alcool, à l'hypercalcémie et aux troubles génétiques. Un faible apport alimentaire peut également contribuer à une carence en magnésium.

#### Symptômes
L'hypomagnésémie est généralement associée à d'autres anomalies électrolytiques, telles que l'hypokaliémie et l'hypocalcémie. Pour cette raison, il peut y avoir un chevauchement des symptômes observés dans ces autres carences en électrolytes. Les symptômes graves comprennent les arythmies, les convulsions ou la tétanie.

#### Traitement
La première étape du traitement consiste à déterminer si la carence est causée par un problème gastro-intestinal ou rénal. Les personnes ne présentant aucun symptôme ou des symptômes minimes reçoivent du magnésium par voie orale ; cependant, de nombreuses personnes souffrent de diarrhée et d'autres malaises gastro-intestinaux. Ceux qui ne peuvent pas tolérer ou recevoir du magnésium, ou ceux qui présentent des symptômes graves peuvent recevoir du magnésium par voie intraveineuse.
L'hypomagnésémie peut empêcher la normalisation d'autres déficits électrolytiques. Si d'autres carences en électrolytes sont associées, la normalisation des niveaux de magnésium peut être nécessaire pour traiter les autres carences.

## Potassium
Le potassium réside principalement à l'intérieur des cellules du corps, de sorte que sa concentration dans le sang peut varier de 3,5 mEq/L à 5 mEq/L. Les reins sont responsables de l'excrétion de la majorité du potassium du corps. Cela signifie que leur fonction est cruciale pour maintenir un bon équilibre de potassium dans le sang.

### Hyperkaliémie
L'hyperkaliémie signifie que la concentration de potassium dans le sang est trop élevée. Cela se produit lorsque la concentration de potassium est > 5 mEq/L,. Cela peut entraîner des arythmies cardiaques et même la mort. En tant que tel, elle est considérée comme la perturbation électrolytique la plus dangereuse.

#### Causes
L'hyperkaliémie est généralement causée par une diminution de l'excrétion par les reins, un déplacement du potassium vers l'espace extracellulaire ou une consommation accrue d'aliments riches en potassium chez les patients souffrant d'insuffisance rénale. La cause la plus fréquente d'hyperkaliémie est une erreur de laboratoire due au potassium libéré lorsque les cellules sanguines de l'échantillon se décomposent. Les autres causes courantes sont les maladies rénales, la mort cellulaire, l'acidose et les médicaments qui affectent la fonction rénale.

#### Symptômes
Une partie du danger de l'hyperkaliémie est qu'elle est souvent asymptomatique et qu'elle n'est détectée que lors d'analyse de laboratoire. À mesure que les niveaux de potassium augmentent, les individus peuvent commencer à ressentir des nausées, des vomissements et de la diarrhée. Les patients présentant une hyperkaliémie sévère, définie par des niveaux supérieurs à 7 mEq/L, peuvent présenter des crampes musculaires, des engourdissements, des picotements, une absence de réflexes et une paralysie,. Les patients peuvent présenter des arythmies qui peuvent entraîner la mort,.

#### Traitement
Il existe trois piliers du traitement de l'hyperkaliémie. Il s'agit de la stabilisation des cellules cardiaques, du déplacement du potassium dans les cellules et de l'élimination du potassium du corps,. La stabilisation des cellules du muscle cardiaque se fait en administrant du calcium par voie intraveineuse. Le déplacement du potassium dans les cellules se fait à l'aide d'inhalateurs d'insuline et d'albutérol. L'excrétion du potassium du corps se fait soit par hémodialyse, soit par des diurétiques de l'anse, soit par une résine qui provoque l'excrétion du potassium dans les matières fécales.

### Hypokaliémie
La perturbation électrolytique la plus courante, l'hypokaliémie, signifie que la concentration de potassium est <3,5 mEq/L. Cela se produit souvent en même temps que de faibles niveaux de magnésium.

#### Causes
Un faible taux de potassium est causé par une excrétion accrue de potassium, une diminution de la consommation d'aliments riches en potassium, un mouvement de potassium dans les cellules ou certaines maladies endocriniennes. L'excrétion est la cause la plus fréquente d'hypokaliémie et peut être causée par l'utilisation de diurétiques, l'acidose métabolique, l'acidocétose diabétique, l' hyperaldostéronisme et l'acidose tubulaire rénale. Le potassium peut également être perdu par les vomissements et la diarrhée.

#### Symptômes
L'hypokaliémie est souvent asymptomatique et les symptômes peuvent n'apparaître que lorsque la concentration de potassium est < 2,5 mEq/L. Les symptômes typiques consistent en une faiblesse musculaire et des crampes. Un faible taux de potassium peut également provoquer des arythmies cardiaques,.

#### Traitement
L'hypokaliémie est traitée en remplaçant le potassium du corps. Cela peut se produire par voie orale ou intraveineuse,. Étant donné qu'une faible teneur en potassium s'accompagne généralement d'une faible teneur en magnésium, les patients reçoivent souvent du magnésium en plus du potassium.

## Sodium
Le sodium est l'électrolyte le plus abondant dans le sang[réf. nécessaire]. Le sodium et son homéostasie dans le corps humain dépendent fortement des fluides. Le corps humain est composé d'environ 60 % d'eau, un pourcentage également appelé eau corporelle totale. L'eau corporelle totale peut être divisée en deux compartiments appelés liquide extracellulaire et liquide intracellulaire. La majorité du sodium dans le corps reste dans le compartiment du liquide extracellulaire. Ce compartiment est constitué du liquide entourant les cellules et du liquide à l'intérieur des vaisseaux sanguins. Le liquide extracellulaire a une concentration en sodium d'environ 140 mEq/L. Parce que les membranes cellulaires sont perméables à l'eau mais pas au sodium, le mouvement de l'eau à travers les membranes affecte la concentration de sodium dans le sang. Le sodium agit comme une force qui tire l'eau à travers les membranes, et l'eau se déplace des endroits à faible concentration de sodium vers des endroits à plus forte concentration de sodium. Cela se produit par un processus appelé osmose. Lors de l'évaluation des déséquilibres de sodium, l'eau corporelle totale et le sodium corporel total doivent être pris en compte.

### Hypernatrémie
L'hypernatrémie signifie que la concentration de sodium dans le sang est trop élevée. Un individu est considéré comme ayant une teneur élevée en sodium à des niveaux supérieurs à 145 mEq/L de sodium. L'hypernatrémie n'est pas courante chez les personnes sans autres problèmes de santé. La plupart des personnes atteintes de ce trouble ont soit subi une perte d'eau due à la diarrhée, une altération de la soif, une incapacité à consommer de l'eau, une incapacité des reins à produire de l'urine concentrée ou une augmentation de l'apport en sel,.

#### Causes
Il existe trois types d'hypernatrémie, chacune ayant des causes différentes. La première est la déshydratation avec un faible taux de sodium corporel total. Ceci est le plus souvent causé par un coup de chaleur, des brûlures, une transpiration extrême, des vomissements et une diarrhée. La seconde est une quantité d'eau corporelle totale basse avec une quantité de sodium corporel normal. Cela peut être causé par un diabète insipide, une maladie rénale, un dysfonctionnement hypothalamique, une drépanocytose et certains médicaments. La troisième est liée à des maladies : le syndrome de Conn ou le syndrome de Cushing.

#### Symptômes
Les symptômes de l'hypernatrémie peuvent varier selon le type et la rapidité avec laquelle la perturbation électrolytique s'est développée. Les symptômes courants sont la déshydratation, les nausées, les vomissements, la fatigue, la faiblesse, une soif accrue, une miction excessive. Les patients peuvent prendre des médicaments qui ont provoqué le déséquilibre, tels que des diurétiques ou des anti-inflammatoires non stéroïdiens. Certains patients peuvent ne présenter aucun symptôme évident.

#### Traitement
Il est crucial d'évaluer d'abord la stabilité du patient. S'il y a des signes de choc tels qu'une tachycardie ou une hypotension, ceux-ci doivent être traités immédiatement avec une perfusion IV de solution saline,. Une fois que le patient est stable, il est important d'identifier la cause sous-jacente de l'hypernatrémie car cela peut affecter le plan de traitement,. La dernière étape du traitement consiste à calculer le déficit en eau libre du patient et à le remplacer à un rythme régulier en utilisant une combinaison de liquides oraux ou IV,. Le taux de remplacement des fluides varie en fonction de la durée pendant laquelle le patient a été hypernatrémique. Abaisser trop rapidement le taux de sodium peut provoquer un œdème cérébral.

### Hyponatrémie
L'hyponatrémie signifie que la concentration de sodium dans le sang est trop faible. Elle est généralement définie comme une concentration inférieure à 135 mEq/L. Ce trouble électrolytique relativement courant peut indiquer la présence d'un processus pathologique, mais en milieu hospitalier, il est plus souvent dû à l'administration de liquides hypotoniques,. La majorité des patients hospitalisés ne présentent qu'une hyponatrémie légère, avec des niveaux supérieurs à 130 mEq/L. Seuls 1 à 4 % des patients présentent des niveaux inférieurs à 130 mEq/L.

#### Causes
L'hyponatrémie a de nombreuses causes dont l'insuffisance cardiaque, l'insuffisance rénale chronique, l'hépatopathie, le traitement par diurétiques thiazidiques, la polydipsie psychogène, le syndrome de sécrétion inappropriée d'hormone antidiurétique. Elle peut également être retrouvée en postopératoire, et dans le cadre d'une intoxication accidentelle à l'eau comme on peut le voir lors d'exercices intenses. Les causes courantes chez les patients pédiatriques peuvent être une maladie diarrhéique, des tétées fréquentes avec une préparation diluée, une intoxication à l'eau par une consommation excessive et des lavements. La pseudohyponatrémie est une fausse lecture de faible teneur en sodium qui peut être causée par des niveaux élevés de graisses ou de protéines dans le sang,. L'hyponatrémie de dilution peut survenir chez les diabétiques, car des taux de glucose élevés entraînent de l'eau dans le sang, ce qui réduit la concentration de sodium,. Le diagnostic de la cause de l'hyponatrémie repose sur trois facteurs : l'état volémique, l'osmolalité plasmatique, les taux de sodium urinaire et l'osmolalité urinaire,.

#### Symptômes
De nombreuses personnes atteintes d'hyponatrémie légère ne présenteront aucun symptôme. La sévérité des symptômes est directement corrélée à la sévérité de l'hyponatrémie et à la rapidité d'apparition. Les symptômes généraux comprennent une perte d'appétit, des nausées, des vomissements, de la confusion, de l'agitation et de la faiblesse,. Des symptômes plus préoccupants impliquent le système nerveux central et comprennent des convulsions, le coma et la mort due à une hernie cérébrale,. Ceux-ci ne se produisent généralement que lorsque les niveaux de sodium tombent en dessous de 120 mEq/L.

#### Traitement
Les considérations pour le traitement comprennent la gravité des symptômes, le délai d'apparition, le statut volémique, la cause sous-jacente et les niveaux de sodium. Si le taux de sodium est <120 mEq/L, la personne peut être traitée avec une solution saline hypertonique car des taux extrêmement bas sont associés à des symptômes neurologiques graves. Dans les situations non urgentes, il est important de corriger lentement le sodium pour minimiser le risque de syndrome de démyélinisation osmotique,. Si une personne a un faible taux d'eau corporelle totale et un faible taux de sodium, on lui donne généralement des liquides. Si une personne a une eau corporelle totale élevée (par exemple en raison d'une insuffisance cardiaque ou d'une maladie rénale), elle peut être soumise à une restriction hydrique, à une restriction saline et traitée avec un diurétique. Si une personne a un volume normal d'eau corporelle totale, elle peut être placée sous restriction hydrique seule.

## Sources alimentaires
Le régime alimentaire contribue de manière significative aux réserves d'électrolytes et aux taux sanguins. Vous trouverez ci-dessous une liste d'aliments associés à des niveaux plus élevés de ces électrolytes.

### Sodium
Il est recommandé qu'un individu consomme moins de 2 300 mg de sodium par jour dans le cadre d'une alimentation saine. Une partie importante de notre apport en sodium provient de quelques types d'aliments, ce qui peut être surprenant car certaines sources de sodium peuvent ne pas avoir un goût salé,. Le goût salé est lié aux ions chlorures.
- Pains
- Soupes
- Charcuterie
- Fromage
- Collations salées (p. ex., croustilles, craquelins, bretzels)

### Phosphate
Dans les minéraux, le phosphore se présente généralement sous forme de phosphate. Les bonnes sources de phosphore comprennent la levure chimique, le pudding instantané, la farine de graines de coton, les graines de chanvre, les boissons enrichies, le lactosérum séché.

### Potassium
De bonnes sources de potassium se trouvent dans une variété de fruits et de légumes. L'apport recommandé en potassium pour les adultes varie de 2 300 mg à 3 400 mg selon l'âge et le sexe.
- Haricots et lentilles
- Légumes feuillus foncés (par exemple, épinards, chou frisé)
- Pommes
- Abricots
- Pommes de terre
- Courges
- Bananes
- Dattes

### Calcium
Les produits laitiers sont un contributeur majeur de calcium à l'alimentation aux États-Unis. L'apport recommandé en calcium pour les adultes varie de 1 000 mg à 1 300 mg selon l'âge et le sexe.
- Yaourt
- Fromage
- Lait
- Tofu
- Sardines en conserve

### Magnésium
Le magnésium se trouve dans une variété de légumes, de viandes et de céréales. Les aliments riches en fibres sont généralement une source de magnésium. L'apport recommandé en magnésium pour les adultes varie de 360 mg à 420 mg selon l'âge et le sexe.
- Sel d'Epsom
- Noix et graines (p. ex., graines de citrouille, amandes, cacahuètes)[27]
- Légumes feuillus foncés (p. ex., épinards)[27]
- Haricots[27]
- Les céréales enrichies